# 武蔵野次郎
武蔵野 次郎（むさしの じろう、1921年（大正10年）3月14日 - 1997年（平成9年）7月9日）は、日本の文芸評論家。日本文芸家協会会員、日本推理作家協会会員。

## 来歴・人物
本名・富永真平。福岡県福岡市出身。早稲田大学法学部卒業。
主婦の友社の編集者を経て、1959年『大衆文学への招待』を南北社から刊行したことをきっかけに、大衆文学の評論家となる。1961年尾崎秀樹らと大衆文学研究会を発足。『代表作時代小説選集』の編纂を務め、江戸川乱歩賞の選考委員も担った。1976年、長谷川伸賞を受賞。

## 著書

### 単著
- 『時代小説 文芸評論』春陽堂書店、1973年。
- 『歴史小説の整理学 日本編 歴史と人生を読みとる251作品』かんき出版、1978年。
- 『流行作家・その創造の世界』角川書店、1980年。
- 『夏目漱石 物語と史蹟をたずねて』成美堂出版、1984年、成美文庫 1995年。
- 『かつてヒーローがいた 私説・大衆文芸の世界』六興出版、1985年。 
  - 『わが思い出のヒーローたち』PHP文庫、1989年。
- 『松本城 物語・日本の名城』成美堂出版、1989年。
- 『魔剣竜神丸 佐助と九人の仲間』春陽文庫、1990年。

### 共編著
- 荒正人共編『大衆文学への招待』南北社、1959年。